# Северо-западный блок

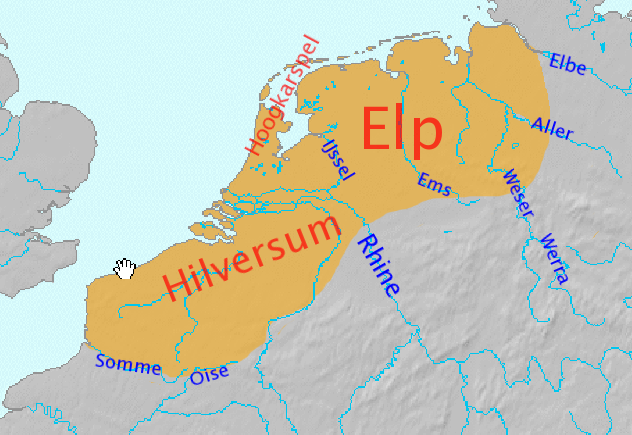
Распространение Северо-западного блока: хилверсюмская, элпская и хоогкарспелская культуры

Северо-западный блок (сокращённо СЗБ, нем. Nordwestblock) — гипотетический культурный регион (археологическая надкультура) бронзового века на территории современного Бенилюкса. Ряд учёных XX века предположили существование данной надкультуры для того, чтобы объяснить наблюдаемые в этом регионе явления, которые имеют параллели в культуре обитателей древней Италии, а не кельтов и германцев (которые обычно считаются населявшими регион). В состав СЗБ включаются хилверсюмская и элпская культуры, из более поздних — также харпштедт-нинбургская.
Границами распространения СЗБ считаются реки Верра, Аллер, Сомма и Уаза; сейчас это территория Нидерландов, Бельгии, севера Франции и западной Германии. Хронологические рамки СЗБ крайне спорны: первые явления возникают в 3-м тыс. до н. э., последние относятся к железному веку (вплоть до I века н. э.), когда регион населяли (в частности) белги. Для обозначения языка носителей культур СЗБ предлагается, среди прочих, термин бельгский язык.
Теорию СЗБ впервые предложили в 1962 г. историк Рольф Хахманн, археолог Георг Коссак и лингвист Ханс Кун. Независимо от них к сходным выводам пришёл бельгийский лингвист Мауриц Гисселинг (1919-1997), который при изучении топонимики региона выявил языковой слой, которые не может быть сочтён ни кельтским, ни германским. 
Кельтских топонимов на территории Бенилюкса, строго говоря, вообще не выявлено. Многие топонимы начинаются с p-, тогда как прагерманский звук *p (по закону Гримма) производен от праиндоевропейского звука *b, который в этом языке был исключительно редким. Из всего этого следует, что основной массив топонимов на р- не должен иметь ни германского, ни кельтского происхождения.

Ханс Кун, предложивший термин «СЗБ», не считал носителей культур СЗБ ни германцами, ни кельтами, а скорее венетами. Кун предполагал, что область распространения СЗБ была германизирована лишь к началу новой эры. Российский лингвист Ю. Кузьменко рассматривает жителей данного региона как группу италийских племён (возможно, включавшую и венетов), название которых позднее могло перейти на германцев (что, возможно, объясняет такие созвучные названия, как умбры и амброны). С этой точки зрения население СЗБ рассматривается как та часть предков италийцев / венетов, которая осталась к северу от Альп после того, как их основная масса мигрировала на Апеннинский полуостров. 

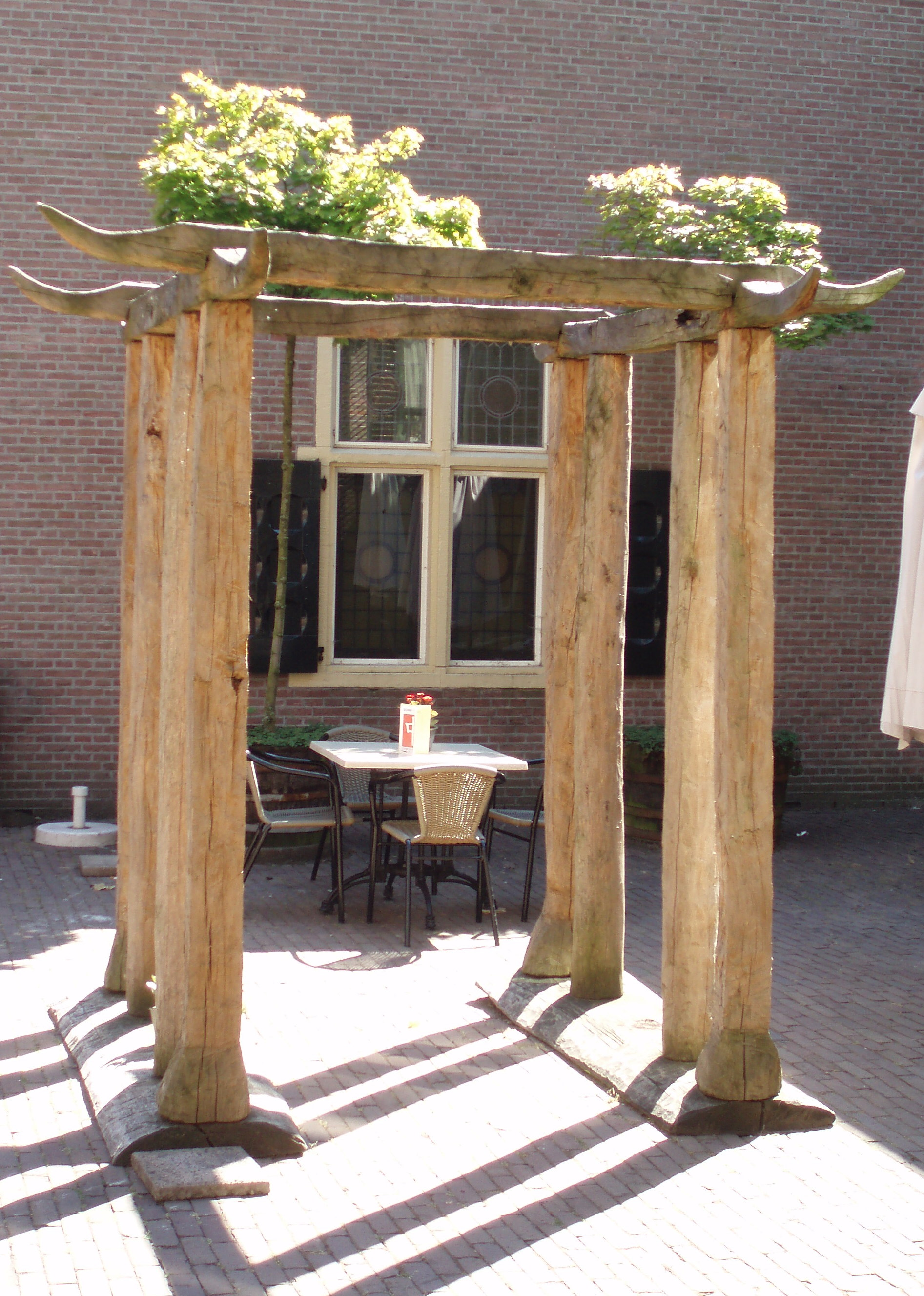
Храм в Баргер-Остерфелде — пример археологического памятника, относимого к СЗБ

Из области распространения северо-западного блока происходят несколько языческих божеств, имена которых довольно сложно объяснить из кельтских или германских языков (например, богини Нехаленния и Нертус). В низовьях Рейна часто встречается троица женских божеств неопознанного происхождения, напоминающих богиню Нехаленнию. Параллели в Лации находит также иконография Геркулеса Магусанского, которого почитали батавы. Культ всех этих божеств имеет мало общего с тем, что известно о религии древних кельтов и германцев.
В регионе, где ранее существовал СЗБ, представлено следующее распределение гаплогрупп Y-хромосомы: гаплогруппа R1b — 70 %, гаплогруппа I — 25 %, незначительно представлена гаплогруппа E — 5 %. Такая генетическая картина не характерна для Германии, однако вполне нормальна для других регионов, где в древности преобладало кельтское или италийское население (что позволяет предположить, что СЗБ мог быть связан не с гипотетическим исчезнувшим индоевропейским народом, а с кельтами или италиками).